# ハーゲン (海防戦艦)
ハーゲン (SMS Hagen) はドイツ帝国海軍の海防戦艦。ジークフリート級。 

## 艦歴

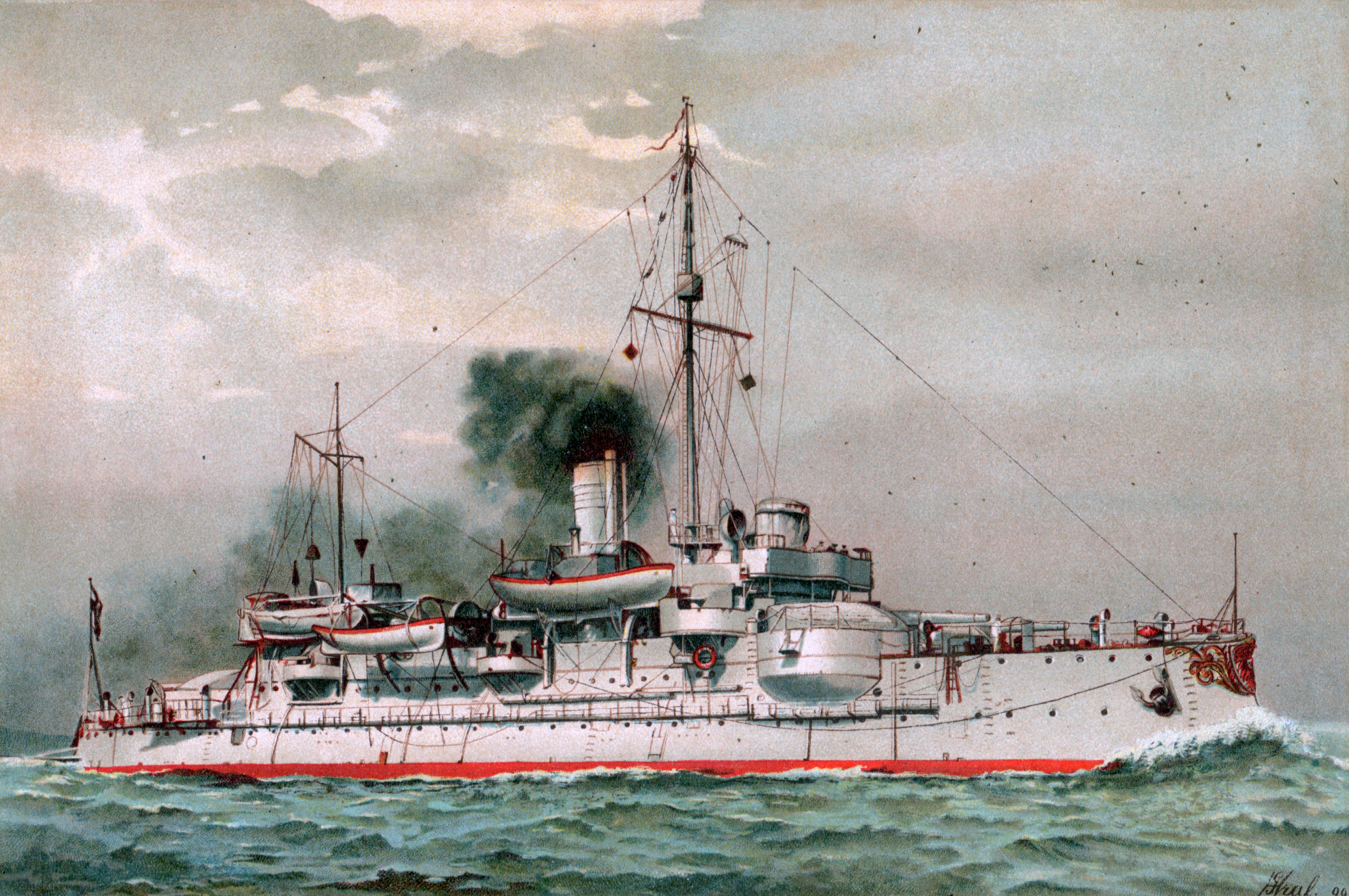
ハーゲンのリトグラフ（1902年）

キール工廠で1891年に起工。1893年10月23日に進水し、1894年10月2日に竣工した。
1895年7月、「ハーゲン」は防護巡洋艦「カイゼリン・アウグスタ」、旧式コルベット「マリー」、「シュトッシュ」とともにモロッコへ派遣された。モロッコでドイツ人二人が殺害され、ドイツは賠償金250,000マルクを要求しており、それを確保するための派遣であった。
1898年から1900年までダンツィヒ工廠にて大規模な改装を実施。
第一次世界大戦が勃発すると同型艦とともに沿岸防備に当たる第6戦艦戦隊を編成。第6戦艦戦隊は1915年8月31日に解隊され、「ハーゲン」乗員は他艦へと異動となった。「ハーゲン」はリーバウ、ダンツィヒ、ヴァーネミュンデで宿泊艦として用いられた。1919年6月17日に除籍。ベルリンのNorddeutsche Tiefbaugesellschaftへ売却され、解体された。